# Zoltán Ambrus
Zoltán Ambrus (Debrecen, 22 febbraio 1861 – Budapest, 28 febbraio 1932) è stato un letterato ungherese.
Fu uno scrittore pieno di satira verso le figure più in vista dell'alta società di Budapest e giornalista per la rivista Nyugat. Fu anche critico, traduttore letterario, direttore del Teatro Nazionale Ungherese di Budapest, membro dell'Accademia ungherese delle scienze. Il suo nome d'arte era Idem.

## Biografia
Nacque figlio da József Ambrus e Wilhelmina Speth. Fra il 1869 e il 1877 compì gli studi a Nagykároly, poi a Budapest. Fra il 1877 e il 1881 studiò legge all'Università di Budapest. Nel 1885–1886 a Parigi frequentò il Collège de France e la Sorbona alla Facoltà di letteratura francese. Ritornato in patria, collaborò alle riviste A Hét e Borsszem Jankó.
Il 25 luglio 1887 sposò la giornalista Gizella, che morì di febbre puerperale il 6 giugno 1888.
L'11 giugno 1894 sposò Etelka Benkő, una cantante lirica.
Dal 1917 al 1922 fu direttore del Teatro nazionale ungherese di Budapest.
Era un discepolo di Gustave Flaubert, Guy de Maupassant e Anatole France.
In Re Midas (1891), visualizza i conflitti della vita di un artista, mentre in Giroflé e Girofla (1901), in cui descrive la decadenza della classe sociale della gentry ungherese.

## Opere

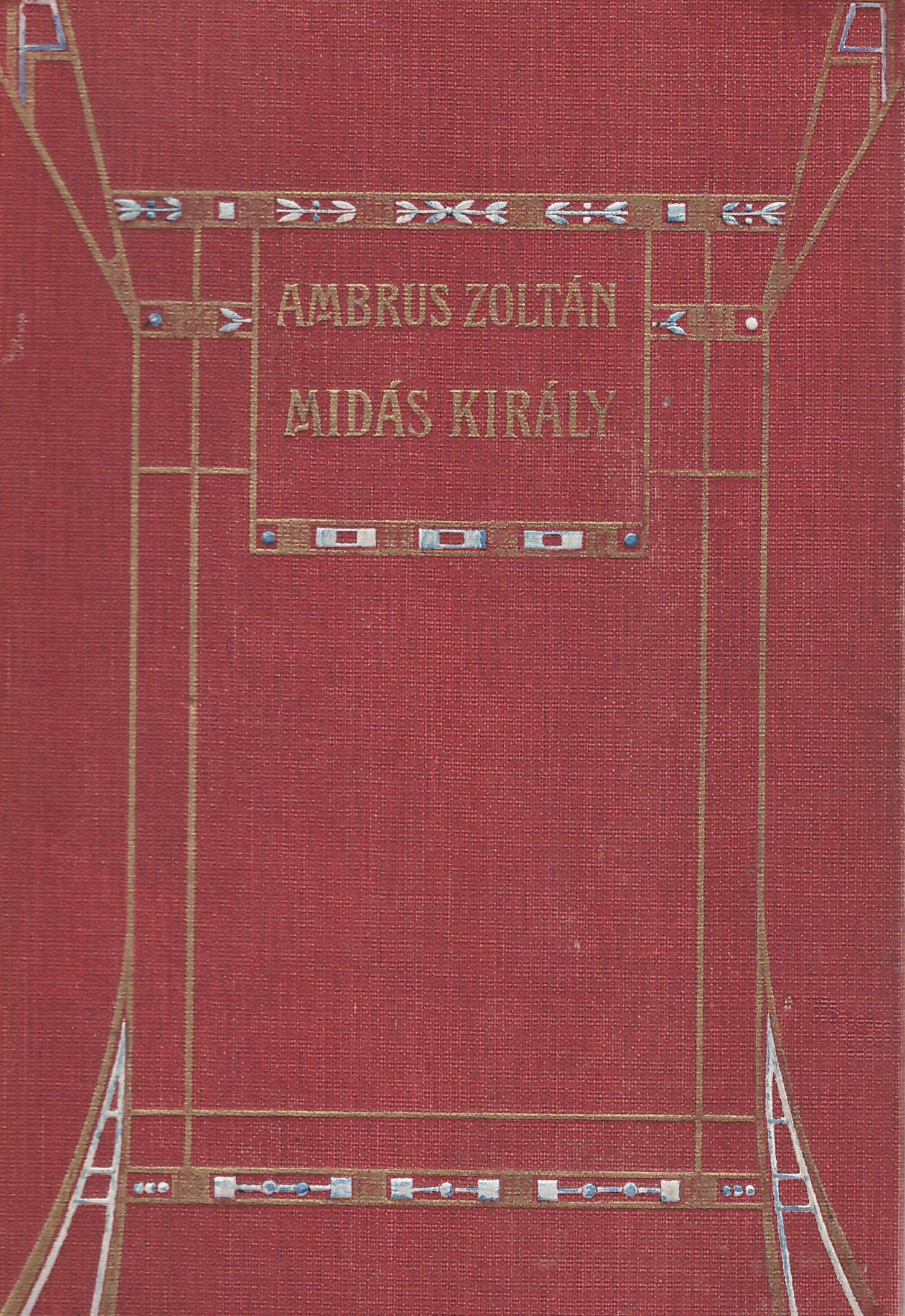
Re Midas (edizione degli anni 1910)

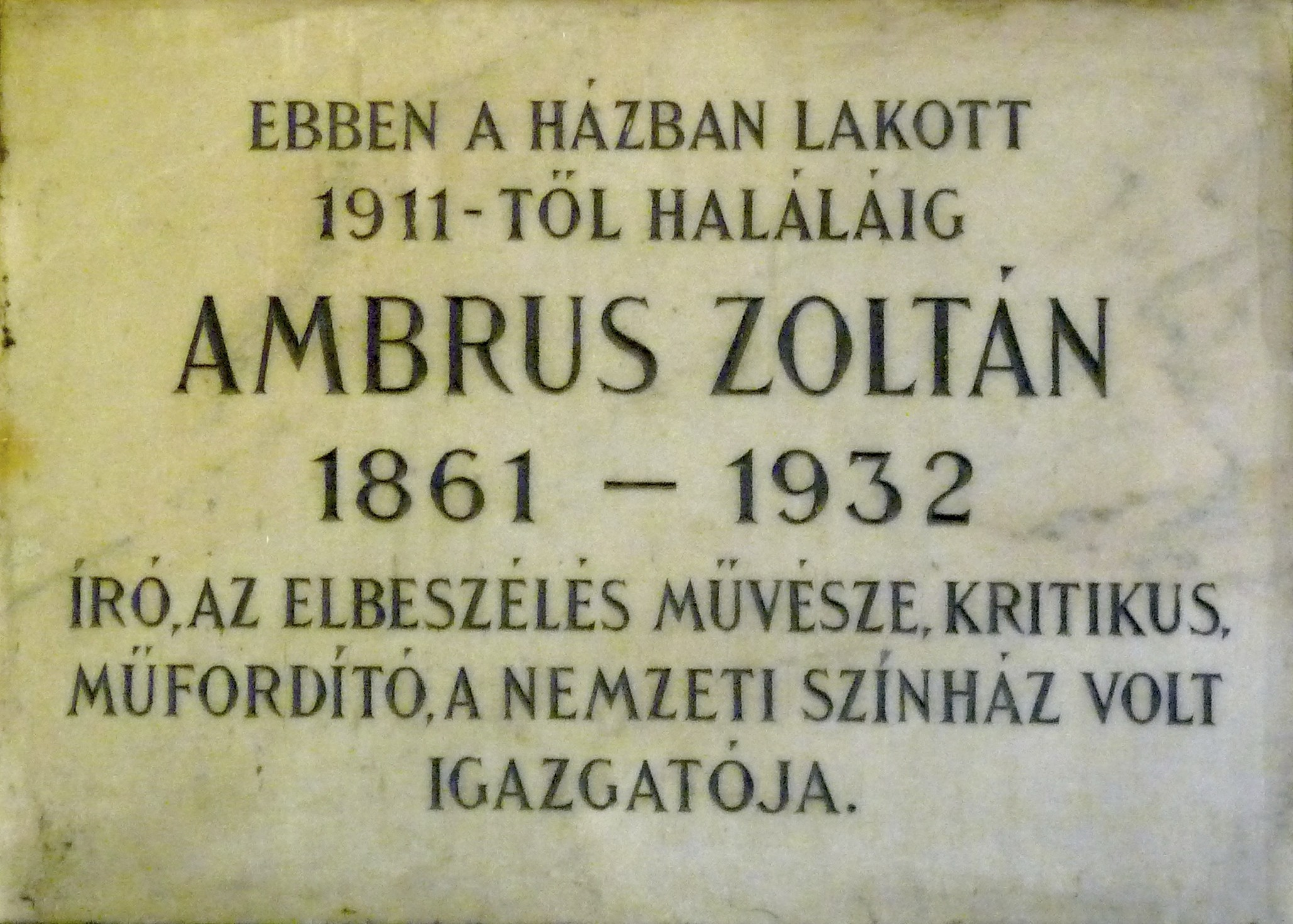
La sua placca memoriale sull'abitazione a Budapest

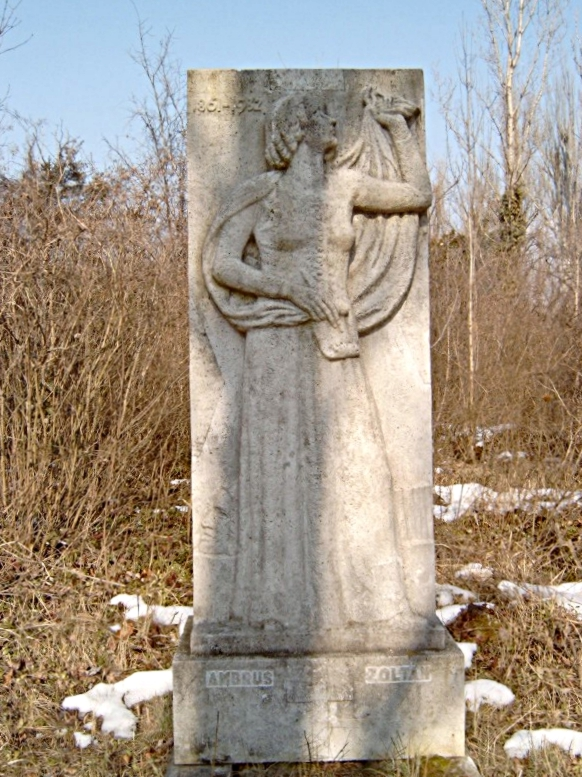
La sua tomba a Budapest, cimitero Kerepesi: 46-1-93. Opera di Ödön Fülöp Beck

- Idem: Az elkeresztelési kérdés megoldásáról; Athenaeum, Budapest, 1892
- Ninive pusztulása és egyéb történetek; Athenaeum, Budapest, 1895 (Az Athenaeum olvasótára)
- Szeptember. Regény; Athenaeum, Budapest, 1897 (Az Athenaeum olvasótára)
- Pókháló kisasszony. 10 elbeszélés; Athenaeum, Budapest, 1898 (A magyar és világirodalom kincsestára)
- Hajótöröttek. Nyolc elbeszélés; Lampel, Budapest, 1898 (Magyar könyvtár)
- A gyanú és más elbeszélések; Singer-Wolfner, Budapest, 1900 (Egyetemes regénytár XV.)
- Giroflé és Girofla. Regény, 1-2.; Singer és Wolfner, Budapest, 1901 (Szines Könyvek) Online
- Árnyék-alakok. Hét elbeszélés; Lampel, Budapest, 1901 (Magyar könyvtár)
- Berzsenyi báró és családja. Tollrajzok a mai Budapestről; Lampel, Budapest, 1902 (Magyar könyvtár)
- Kevélyek és lealázottak. Elbeszélések; Lampel, Budapest, 1903 (Magyar könyvtár)
- Álomvilág. Elbeszélések; Révai, Budapest, 1906 (Ambrus Zoltán munkái)
- Midás király, 1-2.; Révai, Budapest, 1906
- Törpék és óriások; Révai, Budapest, 1907
- Őszi napsugár. A gyanú; Révai, Budapest, 1907 (Ambrus Zoltán munkái)
- Solus eris; Révai, Budapest, 1907 (Ambrus Zoltán munkái)
- A Berzsenyi-leányok tizenkét vőlegénye. Tollrajzok a mai Budapestről; Révai, Budapest, 1907 (Ambrus Zoltán munkái)
- Leányok, asszonyok. Elbeszélések; Révai, Budapest, 1908 (Ambrus Zoltán munkái)
- Budapesti mesék. Elbeszélések; Révai, Budapest, 1908 (Ambrus Zoltán munkái)
- Furcsa emberek. Elbeszélések; Révai, Budapest, 1908 (Ambrus Zoltán munkái)
- Kegyelem kenyér, és egyéb elbeszélések; Engel Ny., Budapest, 1909 (Mozgó könyvtár)
- Ámor és a halálfej. Elbeszélések; Lampel, Budapest, 1909 (Magyar könyvtár)
- Színházi esték; Élet, Budapest, 191?
- Az utolsó jelenet; Schenk, Budapest, 1910 (Mozgó könyvtár)
- Kultúra füzértánccal. Elbeszélés; Nyugat, Budapest, 1910
- Jancsi és Juliska és egyéb elbeszélések; Lampel, Budapest, 1910
- Téli sport és egyéb elbeszélések; Lampel, Budapest, 1910 (Magyar könyvtár)
- Haldoklók. És más elbeszélések kiváló magyar íróktól; Singer-Wolfner, Budapest, 1910
- Ifjúság. Elbeszélések; Nyugat, Budapest, 1911 (Nyugat könyvtár)
- Lillias; Lampel, Budapest, 1911 (Magyar könyvtár)
- A tegnap legendái. Tollrajzok; Révai, Budapest, 1913
- Nagyvárosi képek. Tollrajzok; Révai, Budapest, 1913
- Vezető elmék. Irodalmi karcolatok; Révai, Budapest, 1913 (Ambrus Zoltán munkái) Online
- Régi és új világ. Elbeszélések; Révai, Budapest, 1913 (Ambrus Zoltán munkái)
- Színházi esték; Élet, Budapest, 1914 (Az "Élet" könyvei)
- Régi és új színművek. Színházi bírálatok. 1-2. füz.; Lampel, Budapest, 1914-1917
- Mozi Bandi kalandjai; Magyar Kereskedelmi Közlöny, Budapest, 1914
- A tóparti gyilkosság és egyéb elbeszélések; Athenaeum, Budapest, 1915
- A kém és egyéb elbeszélések; Athenaeum, Budapest, 1918
- Ninive pusztulása; Érdekes Újság, Budapest, 1919 (Legjobb könyvek)
- A kritikáról; Genius, Budapest, 1920 (Genius-könyvtár) Online
- Költők és szerzők. Irodalmi karcolatok; Athenaeum, Budapest, 1923
- Elbeszélések; Magyar Bibliophil Társaság, Budapest, 1926
- A Berzsenyi dinasztia. Tollrajzok a mai Budapestről; Révai, Budapest, 1928
- Válogatott elbeszélések; vál. Voinovich Géza; Révai, Budapest, 1944
- Giroflé és Girofla. Regény és válogatott elbeszélések; vál., sajtó alá rend. Fallenbüchl Zoltán, bev. Gyergyai Albert; Szépirodalmi, Budapest, 1959
- A tóparti gyilkosság. Kisregények és válogatott elbeszélések; sajtó alá rend. Fallenbüchl Zoltán; Szépirodalmi, Budapest, 1961
- Ambrus Zoltán levelezése; sajtó alá rend., jegyz. Fallenbüchl Zoltán, bev. Diószegi András; Akadémiai, Budapest, 1963 (Új magyar múzeum Irodalmi dokumentumok gyűjteménye)
- A bazár ég. Novellák, elbeszélések; bev. Pataki Bálint; Irodalmi, Bucarest, 1964
- Midas király. Regény; utószó Gyergyai Albert; Szépirodalmi, Budapest, 1967 (Magyar elbeszélők)
- Solus eris; sajtó alá rend. Fallenbüchl Zoltán; Szépirodalmi, Budapest, 1972 (Kiskönyvtár)
- Midas király. Regény; utószó Bernád Ágoston; Kriterion, Bucarest, 1974 (Magyar Klasszikusok)
- A türelmes Grizeldisz; Szépirodalmi, Budapest, 1978 ISBN 963-15-1136-7
- A gyanú; vál., szöveggond. Fallenbüchl Zoltán; Szépirodalmi, Budapest, 1981
- Színház; vál., szöveggond. Fallenbüchl Zoltán, Szépirodalmi, Budapest, 1983
- A tóparti gyilkosság. Kisregények; szöveggond. Fallenbüchl Zoltán; Szépirodalmi, Budapest, 1986